# Любка (Київ)
Любка — історична місцевість Києва, колишній хутір, що розташовувався на території Святошинського лісу на захід від Біличів.

## Історія

Пам'ятний знак на місці хутора Любка

Святошинським лісом протікає річка Любка, на якій ще до кінця 18 століття було влаштовано гребельку та млинок. Біля млинка виник невеликий хутір, що отримав назву річки — Любка. Згідно зі «Сказаниям о населённых местностях Киевской губернии» Лаврентія Похилевича, в 60-х роках XIX ст. на хуторі було лише 3 хатки, де мешкало 15 осіб. Поруч була криничка з доброю водою.
На початку XX століття, згідно із «Списком населенных мест Киевской губернии» 1900 р., на хуторі Любка Білогородської волості Київського повіту було 5 дворів та мешкало 25 осіб, головним заняттям мешканців було хліборобство. 1923 року хутір було включено до меж Києва.
За даними статистичного довідника 1932 р., на хуторі Любка мешкало 56 осіб.
За всю свою історію Любка так і залишалася невеличким хутірцем, загубленим серед лісу. Однак історія Любки склалася трагічно. У роки ІІ світової війни поблизу хутора діяли партизанські загони, які в жовтні 1943 року, здійснили підрив ворожого поїзду на розташованій поруч із хутором залізницею, після чого, за офіційною версією радянської влади, гітлерівські окупанти спалили хутір, а "над його мешканцями вчинили жорстоку розправу". Але це не зовсім так. Перед каральною акцією хтось попередив мешканців про запланований рейд фашистів, і майже усі вони повтікали хто до селища Коцюбинське, хто до Романівки. Спіймано було кілька жителів, а хутір спалено. Прізвища тих деяких родин, що втекли до Коцюбинського: Жидченко, Рог, Стасюк, Маслюк. Їх нащадки досі проживають у Коцюбинському. По війні хутір не відновлювали.

## Сучасний стан
1980 року на місці хутора Любка, встановлено гранітну стелу, якій наказом Міністерства культури і туризму України від 24.09.2008 № 1001/0/16-08 надано статус пам'ятки історії місцевого значення, охоронний номер 513/30 Кв.

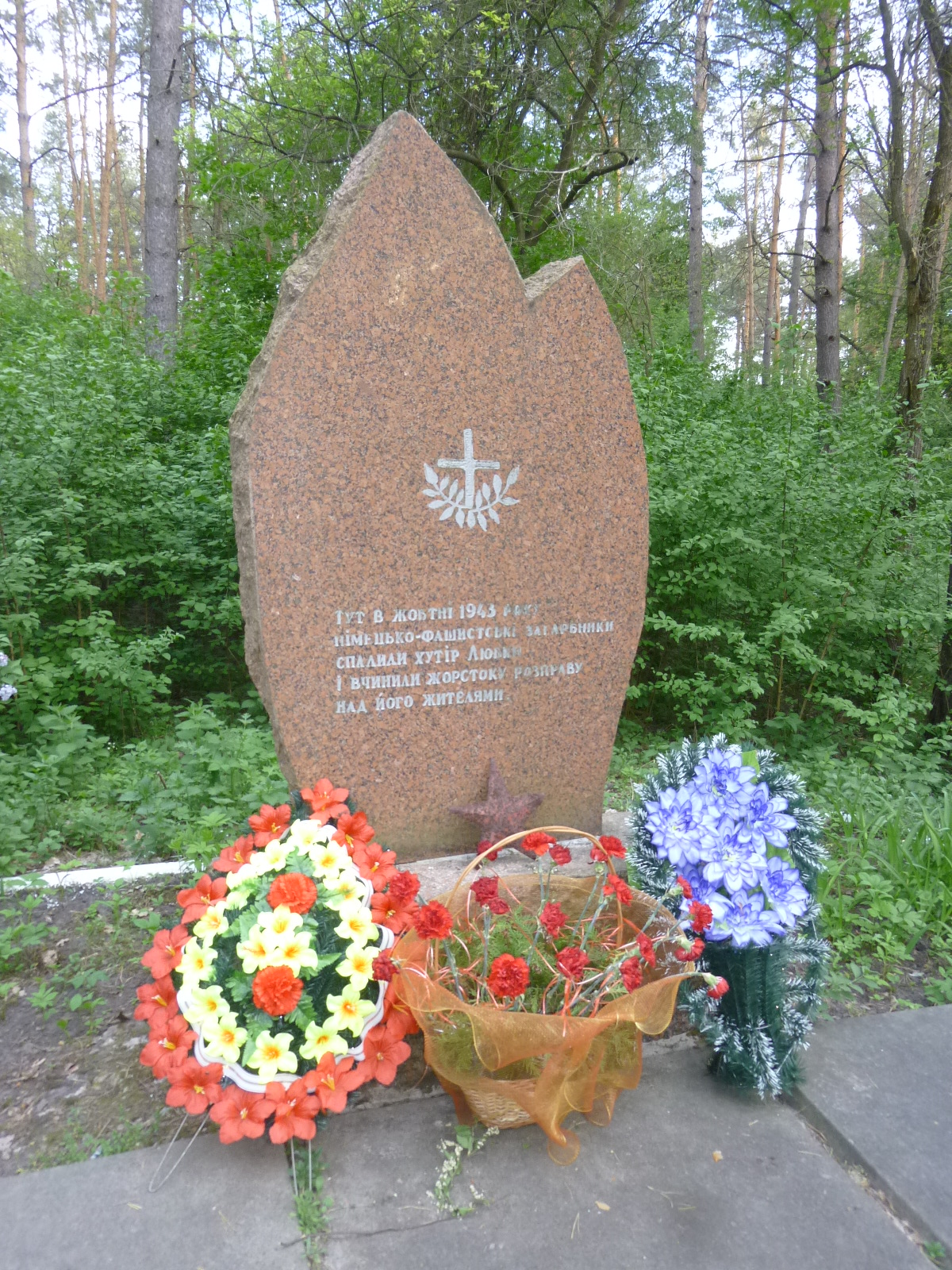
2013 рік
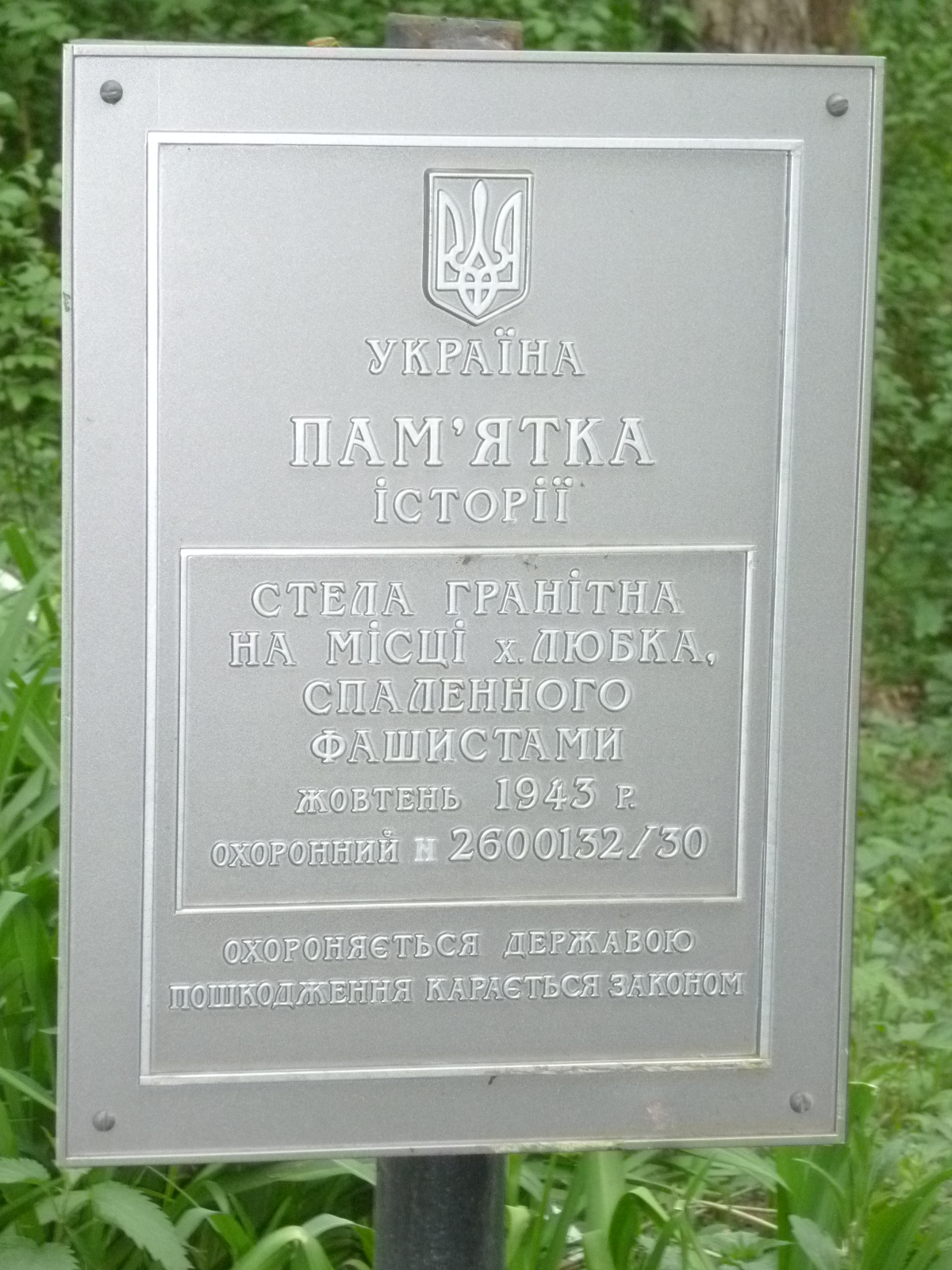